# Adenaplostoma monniotorum
Adenaplostoma monniotorum is een eenoogkreeftjessoort uit de familie van de Notodelphyidae. De wetenschappelijke naam van de soort is voor het eerst geldig gepubliceerd in 1993 door Stock.